# Ilisoa knysna
Ilisoa knysna is een spinnensoort in de taxonomische indeling van de Cyatholipidae.
Het dier behoort tot het geslacht Ilisoa. De wetenschappelijke naam van de soort werd voor het eerst geldig gepubliceerd in 1987 door Charles E. Griswold.